# Читадела (Павија)
Читадела (итал. Cittadella) је насеље у Италији у округу Павија, региону Ломбардија.
Према процени из 2011. у насељу је живело 35 становника. Насеље се налази на надморској висини од 84 м.